# 더 파이어맨
더 파이어맨(The Fireman)은 1990년대 초 폴 매카트니와 유스(마틴 글로버)가 결성한 실험 음악 듀오다. 이들의 음악 장르 범위는 록과 일렉트로니카를 아우르며, 20년이 넘는 기간 동안 세 개의 음반을 발표했다. 2008년에 《Electric Arguments》를 발표하기까지는 익명이었고, 1993년 첫 음반을 발표할 때부터 두 구성원의 소문이 무성했다.
1993년 더 파이어맨은 첫 음반 《Strawberries Oceans Ships Forest》를 발표했고, 다음 음반 《Rushes》는 1998년에 발표됐다. 유스는 2000년 매카트니의 음반 《Liverpool Sound Collage》에 참여했다. 가장 최신 음반은 2008년에 나온 《Electric Arguments》이다.
2008년 6월, 매카트니는 공식 웹사이트에서 《Electric Arguments》의 트랙 〈Lifelong Passion (Sail Away)〉를 발표했다. 음반은 지뢰 제거 기금을 기부한 팬에게 리미티드 에디션 다운로드를 제공했다. 음반은 원 리틀 인디안 레코드 레이블을 달고 2008년 11월 24알 출시되었다. 이 새 음반에는 전통적인 노래가 수록되어 있고, 대부분의 보컬은 매카트니가 불렀다. 2009년 2월, 시리우스 XM은 밴드의 음악 전용 채널인 파이어맨 라디오(Fireman Radio)를 출시했다.

## 음반 목록

### 정규 음반
- 《Strawberries Oceans Ships Forest》 (1993)
- 《Rushes》 (1998)
- 《Electric Arguments》 (2008)  UK No.79; US No.67

### 싱글 음반
- 〈Transpiritual Stomp/Arizona Light Mix〉 (1993)
- 〈Rushes〉 (1998)
  - 〈Fluid〉
  - 〈Appletree Cinnabar Amber〉
  - 〈Bison (long one)〉
- 〈Fluid (Nitin Sawhney Remixes)〉 (1999)
  - 〈Fluid (out of body and mind mix)〉
  - 〈Fluid (out of body mix)〉
  - 〈Fluid (out of body with sitar mix)〉
  - 〈Bison〉
- 〈Sing the Changes〉 (2008)
- 〈Dance Til We're High〉 (2009)